# Супер 8
«Супер 8» (англ. Super 8) — американский фантастический фильм режиссёра Дж. Дж. Абрамса и продюсера Стивена Спилберга. Премьера в США прошла 10 июня 2011 года, в России — 16 июня. Название фильм получил в честь камеры Super 8 и 8-мм киноплёнки, на которую снимали свои детские работы Абрамс и Спилберг.

## Сюжет
Действие фильма начинается в Лилиане, Огайо, зимой 1979 года. На городском металлургическом заводе произошёл несчастный случай после длительной безаварийной работы. Погибла работница завода. В день траура в дом семьи потерпевших приходит работник того же завода Луис Дэйнард. Однако на входе в дом муж погибшей, помощник шерифа Джексон Лэмб, избивает гостя и, задержав, увозит в участок. Всё это видит сын Джексона Джо.
Проходит 4 месяца, и в школе, где учится Джо, начинаются каникулы. Его приятель Чарльз Казник просит Элис Дэйнард сняться в их фильме о зомби для кинофестиваля в качестве жены главного героя. Помимо неё, в съёмке фильма участвует Джо и сам Чарльз, а также их друзья: Престон Скотт, Мартин Рид и Кэри МакКарти. Сцена, которую они собираются снять, должна происходить ночью на железнодорожном остановочном пункте неподалёку от города. Ночью, украв у отца машину, Элис, согласившаяся сыграть в фильме, сначала отказывается находиться рядом с Джо, так как его отец — помощник шерифа, и у Элис могут быть серьёзные неприятности, если он узнает, что она ездила на машине без водительских прав, но немного успокоившись, соглашается.
Во время репетиции сцены ничего не происходит, однако приближающийся товарный поезд меняет планы, и, поняв, что они не могут упустить такой шанс, ребята начинают снимать сцену немедленно, когда поезд проезжает мимо них. Оглянувшись, Джо замечает выехавший прямо на рельсы автомобиль. Через мгновение происходит столкновение, и поезд терпит крушение. Чудом выжившие в катастрофе ребята, отделавшиеся лишь царапинами, на месте крушения обнаруживают десятки необычных белых кубиков, чем-то похожих на кубик Рубика. Один из них Джо берёт с собой. Там же они находят неизвестно каким образом уцелевший автомобиль и раненого, но все ещё живого человека в нём. А у него — карту с маршрутом поезда. Кто-то из детей узнаёт его — это доктор Вудвард, школьный учитель биологии. Придя в сознание, тот говорит детям убираться прочь и, наставляя на них револьвер, отпугивает детей, которые едва успевают уехать от прибывших отрядов солдат во главе с полковником Нелеком.
На следующий день военные на месте аварии тщательно очищают и собирают загадочные кубики вместе, а в городе начинают происходить странные события: убегают собаки, пропадают люди, из машин исчезают двигатели. Неизвестное существо, выбравшееся из поезда в момент крушения, нападает на жителей. Джексон и его коллеги после загадочного исчезновения шерифа Прюитта пытаются разобраться в происходящем, а также интересуются резко повысившимся со времени крушения поезда количеством военных в городе. Случайно узнав радиочастоту военных, полицейские прослушивают их переговоры. Тем временем, несмотря на пережитое, Чарльз убеждает ребят продолжить снимать фильм. Джо и Элис, которые раньше почти не знали друг друга, во время съёмки сцен знакомятся и проводят время вместе. Со временем они начинают нравиться друг другу. Но когда отец Элис Луис Дэйнард узнаёт о дружбе своей дочери с Джо, он запрещает им видеться и продолжать съёмки с участием Элис. О том же спустя некоторое время узнаёт и Лэмб. Во время съёмки очередной сцены на фоне обыскиваемого военными дома Вудворда Джексон забирает сына и камеру, а затем подходит к находящемуся здесь же Нелеку. Разговаривая с полковником, Джексон косвенно намекает, что ему всё известно, и требует рассказать правду. Нелек назначает ему встречу, а ночью на городском аэродроме Джека в окружении взвода солдат арестовывает военная полиция.
Ослушавшись отца, Элис однажды приходит к Джо домой. Во время их разговора в комнате случайно активируется видеопроектор с записью из детства Джо в период от его младенческого возраста до смерти матери. Просматривая запись, Элис с горечью вспоминает, что её отец Луис в тот день сильно напился (и сейчас страдает алкогольной зависимостью), поэтому матери Джо нужно было заменить его на заводе. Именно Луис мог стать жертвой несчастного случая, но из-за него погибла мать Джо. Теперь, хотя он и не подаёт виду, он всё время жалеет об этом и запивает горечь алкоголем, постоянно твердя, что именно он должен был быть в то время в том месте. Тем временем кубик, который Джо взял с собой, начинает неестественно трястись и, пробивая стену дома, с бешеной скоростью вылетает насквозь, застревая в наружной части водонапорной башни.
После этого Элис идёт домой, где у неё происходит перепалка с напившимся отцом, в результате которой Элис убегает из дома. Отец едет за ней, но попадает в аварию, а дочь в это время хватает и забирает то самое существо, Луис успевает лишь услышать её крик и увидеть невнятное отражение в разбитом зеркале.

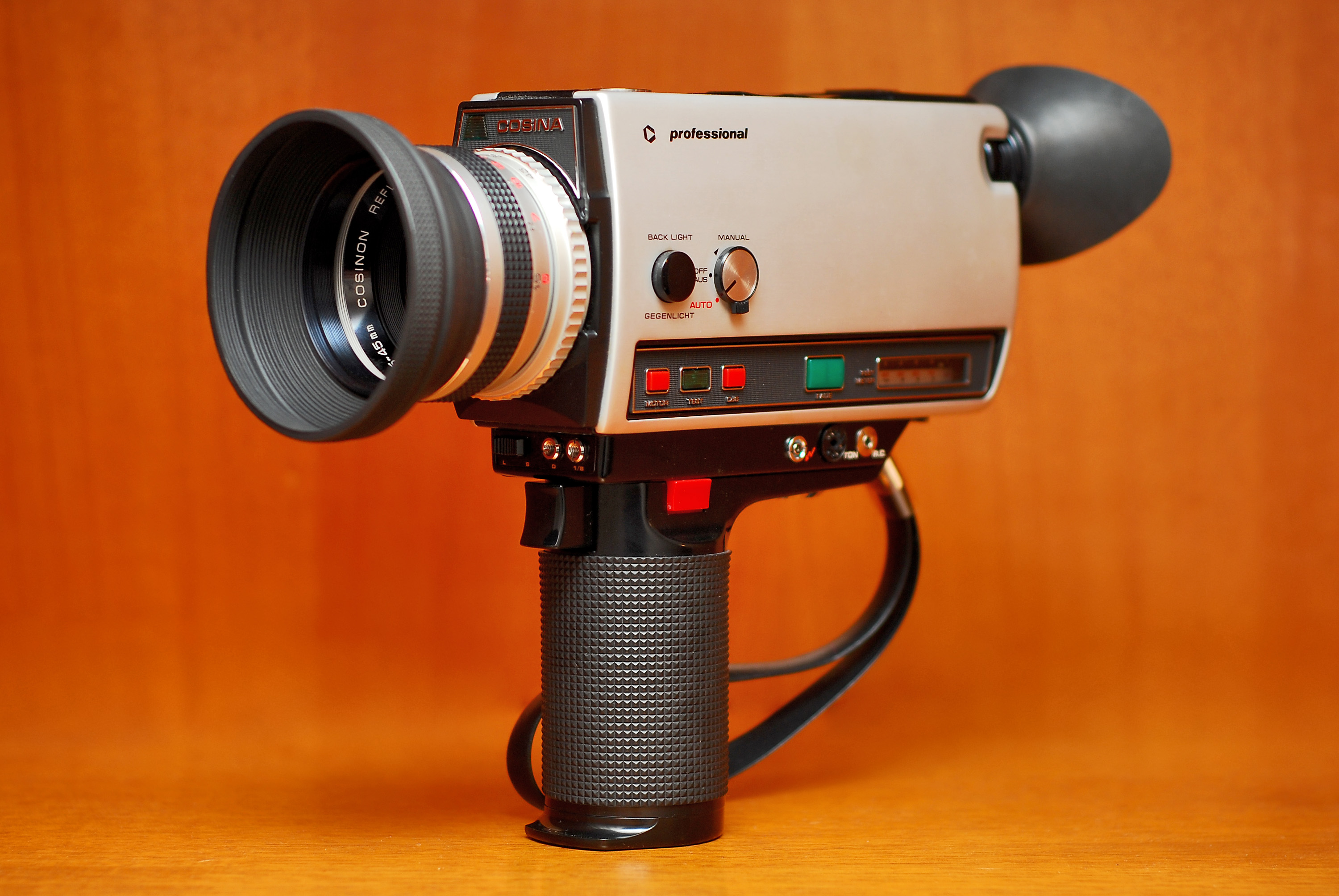
Камера «Super 8», на которую дети снимали свой фильм.

На следующий день ребята ссорятся — Чарльз рассказывает Джо о том, что на самом деле он уже давно был тайно влюблён в Элис и пригласил её, чтобы познакомиться, однако та влюбилась в Джо. Разговор прерывается видеозаписью с камеры в момент крушения, которую запустил перед этим Чарльз. На записи из-за дыма не видно самого крушения, но видно, что после крушения из поезда вылезло нечто. В это время на военной базе полковник Нелек допрашивает выжившего Вудварда, но тот отказывается говорить, и его убивают инъекцией токсина в тело. Военные поджигают поля и под предлогом пожара эвакуируют весь город. Узнав о пропаже Элис, ребята решают вернуться в город, но Престон остаётся, не решаясь идти с остальными. Ребята подкупают Донни (знакомого продавца из магазина деталей для электроники) возможным свиданием со старшей сестрой Чарльза, которая тому нравится, и он отвозит их в город. Придя в свою школу, они взламывают трейлер доктора Вудварда, надеясь найти полезную информацию. Дети находят старые папки и видеозаписи, из которых узнают, что в 1963 году Вудвард был учёным, участвовавшим в расследовании сенсации того времени — в 1958 году на Землю упал корабль пришельцев. Когда военные собрались ставить опыты, корабль распался на тысячи мелких кубиков — тех, что ребята видели возле крушения поезда. Пришельцу удалось установить телепатическую связь с Вудвардом. Он понял, что пришелец лишь пытался выбраться с планеты. С тех пор Вудвард вынашивал план освобождения пришельца. Из записей дети узнают, что существо живёт преимущественно под землёй. Джо понимает, где искать Элис. Однако в этот момент их находит отряд военных во главе с Нелеком и увозит на автобусе. По пути существо опрокидывает автобус и убивает всех военных, включая Нелека, а дети уходят, и их подбирает на машине Донни.
Пока ребята ездили в школу, оставшийся в городе Джексон, оглушив охранника, переоделся в его форму и, взорвав цистерну с газом, в суматохе сбежал с базы на джипе. Он разминулся в пути с сыном, проезжая рядом с машиной, в которой тот ехал. Добравшись до пункта беженцев, он находит оставшегося подростка и спрашивает его, куда поехал его сын с друзьями. Тот отвечает и даёт ему просмотреть плёнку, на которой было запечатлено существо. Джексон берёт с собой Луиса и отправляется на поиски детей. В это время солнце уже село, и в городе начинается неразбериха — оружие и техника военных вышли из строя, и по городу раздаётся грохот стрельбы и взрывов неуправляемого оружия. 
В доме, где спрятались от стрельбы ребята, происходит взрыв, и Мартин получает перелом ноги. Чарльз остаётся с ним, а Джо и Кэри идут спасать Элис. Они приходят на кладбище и обнаруживают там огромную сеть катакомб, в которых скрывается чудище. Найдя путь, они видят существо, которое из различных деталей, машин и электроприборов собирает некое устройство. Сюда же существо приносило всех похищенных усыплённых людей и ело их, когда было голодно. Кэри, часто играющий с пиротехникой, отвлекает монстра своими фейерверками, и они освобождают Элиc и ещё двух похищенных людей. Однако чудище находит их раньше и убивает всех, кроме детей. Дети забежали в тупик, и им ничего не остаётся, кроме как ждать своей смерти, но Джо чудом уговаривает монстра не трогать их и спокойно улететь. После этого, вероятно, начинает действовать машина, построенная существом точно под водонапорной башней. К башне притягиваются все металлические предметы, а также все находящиеся в военных грузовиках кубики. Собираясь вместе, кубики соединяются и образуют корабль. Военные, лишившись своего оружия (башня притягивала к себе весь металл), просто наблюдают за ситуацией. Отцы воссоединяются со своими детьми, а Элис и Джо, держась за руки, вместе с остальными находящимися в округе людьми наблюдают за медленно улетающим кораблём инопланетянина.
После титров идёт показ эпизодов из всё-таки доснятого Чарльзом и его друзьями фильма.

## В ролях
| Актёр            | Роль                 |
| ---------------- | -------------------- |
| Джоэл Кортни     | Джо Лэмб             |
| Кайл Чандлер     | Джексон Лэмб         |
| Рон Элдард       | Луис Дэйнард         |
| Ноа Эммерих      | Полковник Нелек      |
| Эль Фаннинг      | Элис Дэйнард         |
| Брюс Гринвуд     | «Купер»              |
| Райли Гриффитс   | Чарльз Казник        |
| Аманда Мичалка   | Джен Казник          |
| Райан Ли         | Кэри МакКартни       |
| Зак Миллс        | Престон Скотт        |
| Габриэль Бассо   | Мартин Рид           |
| Дэн Кастелланета | Иззи                 |
| Глинн Тёрмен     | доктор Томас Вудворд |
| Катрина Балф     | Элизабет Лэмб        |
| Дейл Дикки       | Эди                  |

## Съёмки
Съёмки кинокартины прошли с сентября по октябрь 2010 года в городе Уиртон (Западная Виргиния). Для продвижения фильма Valve создала короткий сегмент видеоигры и выпустила его вместе с версиями Portal 2 для Windows и Mac.
Первоначальный план Абрамса состоял в том, чтобы снять все эпизоды на кинопленку 8-мм. Однако компания Industrial Light and Magic, занимающаяся визуальными эффектами, сочла невозможным интегрировать компьютерную графику в отснятый материал из-за зернистости формата. Для эпизодов с использованием компьютерной графики оператор Ларри Фонг вместо этого использовал формат Супер-16.

## Критика
Фильм получил в основном положительные отзывы кинокритиков. На сайте Rotten Tomatoes 81 % рецензий оказались положительными, средний рейтинг составил 7,3 баллов из 10. На Metacritic фильм получил 72 балла из 100 на основе 41 обзоров.
Роджер Эберт поставил фильму 3,5 звезды из 4 и сказал: «Это замечательный фильм, ностальгия не по времени, а по стилю кинопроизводства, когда молодой аудитории рассказывают историю, а не бьют по голове агрессивными действиями». Ричард Корлисс из журнала Time дал такой же положительный отзыв, назвав его «самым захватывающим и массовым фильмом года». Джейми Грэм из Total Film дал фильму 4 звезды из 5, заявив: «Как и Спилберг, Абрамс обладает чутьем на благоговение, его ловкая оркестровка неизгладимых образов — танк, катящийся по детской площадке».

## Факты
- В любительском кино о зомби, которое снимают герои фильма, фигурирует компания Romero Chemicals. Это дань уважения режиссёру Джорджу Ромеро.
- Киноплёнка шириной 8 мм используется для любительских съёмок; качество изображения получается невысокое. В 1970-х годах широкое распространение получил стандарт Super 8 с увеличенным размером кадра и упрощённой кассетной зарядкой.
- В игре Portal 2 от компании Valve в разделе «Дополнительно» можно увидеть что-то вроде демоигры с названием Super 8, рассказывающей о человеке, выжившем при крушении поезда. Немного пройдя вдоль разрушенного поезда, герой, задетый взрывом баллонов, видит, как что-то вышибает дверь одного из вагонов. Это является своеобразным трейлером к фильму[12].